# 自由祈祷
自由祈祷（じゆうきとう）とは、祈祷書の成文祈祷を用いる祈りに対し、クリスチャンが形式にとらわれずに祈ることをいう。ただし、一定の法則はあり、父なる神よの呼びかけではじまり、主イエス・キリストの御名によって祈ります、アーメンで結ばれることが多い。
国教会による祈祷書の強制に対して、主教戦争が起こった。ジャン・カルヴァンやジョン・ノックスは祈祷書を作成したが、ピューリタンは信仰を圧迫する国と戦った経緯から、自由祈祷を重んじ、主イエス・キリストが弟子たちに教えられた主の祈りでさえ礼拝の中で用いないことがあった。19世紀後半になり、1894年には南部の合衆国長老教会（南長老教会）で式文が用いられるようになり、1903年には北部のアメリカ合衆国長老教会（北長老教会）で『共同礼拝書』（Book of Common Worship、略:BCW）が作成され、用いられるようになった。ただし礼拝様式の遵守は義務付けられておらず、これが自発的に用いられる時に一致を促進するものになるとしている。
マーティン・ロイドジョンズは、ピューリタンが成文祈祷をローマ・カトリック教会の遺物であると考えたために、この祈りに自由はないと言うようになったと指摘し、祈りは聖霊なる神である御霊の自由と、形式の間でバランスが保たれなければならないとしている。書かれた祈りが必ずしも本当の祈りでないとは言えないが、主イエス・キリストご自身は聖霊によって祈ることを教えられた。キリスト教のリバイバルすなわち聖霊の注ぎである信仰復興が起こるとき、自由な祈りがはじまるが、即興の祈りであっても形式化することはありうる。聖霊によって祈ることを強調しなければならないとマーティン・ロイドジョンズは述べる。 またロイドジョンズは、祈りの人と呼ばれたジョージ・ミュラーは毎朝最初に祈りの時をもっていたが、御霊のうちにいなければならないと気づいたエピソードを紹介し、神の臨在を体験するまでは、祈り始めることができないと教えている。
他方、祈祷書を重視する伝統は聖公会、ローマ・カトリック教会といった西方教会の教派のみならず、正教会にも保持されており、自由祈祷ではなく祈祷書を用いた祈祷文を用いる事に対する意義付けも有している。